# Glaciolacustrien
Glaciolacustrien of lacustroglaciaal is een term uit de sedimentologie, ecologie en Kwartaire geologie, waarmee sedimenten en processen worden aangeduid uit of in gletsjermeren.
Glaciolacustriene sedimenten zijn net als gewone lacustriene sedimenten meestal zeer fijne gelaagde kleien. De fijne gelaagdheid (de lagen worden varven genoemd) wordt veroorzaakt door het grote verschil in temperatuur en organische activiteit tussen zomer en winter. In glaciolacustriene sedimenten komen vaak dropstones voor, die door het afsmelten van ijsschotsen in het verder zeer fijne sediment terechtkomen.

## Nederlandse ondergrond
In de Nederlandse ondergrond komen glaciolacustriene afzettingen van verschillende ouderdom voor. Lithostratigrafisch worden zij primair gerekend tot de groep van de glaciale afzettingen. Het betreft meestal fijngelaagde kleien en fijne zanden binnen de formaties van Peelo, Drente en Dogger Bight. De glaciolacustriene sedimenten binnen deze formaties worden op afzettings- of laagniveau onderscheiden als respectievelijk het Laagpakket van Nieuwolda (waartoe de potklei behoort), de Laag van Oosterdok en het Doggers Bank Laagpakket.